# Number 1's (video)
#1's là ấn phẩm video thứ sáu của ca sĩ người Mỹ Mariah Carey. Đây là tập hợp những video ca nhạc của các bài hát đạt vị trí quán quân trên 
bảng xếp hạng Billboard Hot 100 (Mỹ) của Carey, tính đến thời điểm đó. Nó được phát hành vào ngày 7 tháng 12 năm 1999 dưới định dạng VHS và DVD vào ngày 1 tháng 2 năm 2000. Trước đó một năm, cô đã phát hành album tuyển tập hit, #1's, bao gồm 13 bản hit số một tại Mỹ lúc bấy giờ. DVD này cũng được dựa trên album nó, nhưng đến thời điểm chuẩn bị phát hành, Carey đã có thêm đĩa đơn quán quân thứ 14, "Heartbreaker", trích từ album phòng thu mới nhất của cô Rainbow. Do đó video gốc và video bản remix của nó (như một bonus track) được đưa vào DVD. Trong tháng phát hành DVD, Carey còn đạt được thêm một hit hạng nhất nữa, "Thank God I Found You".
Ấn phẩm này không bao gồm video âm nhạc chính thức cho "Vision of Love", "Love Takes Time", và "Someday", mà được thay thế bằng các màn trình diễn trực tiếp được chọn lọc từ các phiên bản DVD/video trước đó.
#1's đã được tái phát hành vào năm 2008 như một phần của bộ DVD 2 đĩa Mariah Carey: DVD Collection, cùng với Fantasy: Mariah Carey at Madison Square Garden, trong đó các video được rút ngắn hơn so với bản gốc, bên cạnh việc không có phần giới thiệu cho mỗi bài.

## Danh sách bài hát
1. Giới thiệu
2. "Heartbreaker" (hợp tác với Jay-Z)
3. "My All"
4. "Honey"
5. "Always Be My Baby"
6. "One Sweet Day" (với Boyz II Men)
7. "Fantasy" (hợp tác với O.D.B.)
8. "Hero"2
9. "Dreamlover"
10. "I'll Be There" (hợp tác với Trey Lorenz)1
11. "Emotions"
12. "I Don't Wanna Cry"
13. "Someday"1
14. "Love Takes Time"2
15. "Vision of Love"3
16. Thành phần tham gia
17. DVD Bonus: "Heartbreaker" (Remix) (hợp tác với Da Brat và Missy Elliott)

1được trích từ MTV Unplugged +3

2được trích từ Here Is Mariah Carey

3bản chỉnh sửa trích từ Fantasy: Mariah Carey at Madison Square Garden

## Xếp hạng
| Bảng xếp hạng                  | Vị trí cao nhất | Chứng nhận | Doanh số |
| ------------------------------ | --------------- | ---------- | -------- |
| French Music DVD Chart         |                 | Bạch kim   | 20,000   |
| U.S. Billboard Top Music Video | 15              | Bạch kim   | 100,000  |